# Кримська обласна рада депутатів трудящих X скликання
Кримська обласна рада депутатів трудящих десятого скликання — представничий орган Кримської області у 1965 —1967 роках.
Нижче наведено список депутатів Кримської обласної ради 10-го скликання, обраних 14 березня 1965 року в загальних та особливих округах. Всього до Кримської обласної ради 10-го скликання було обрано 212 депутатів по відкритих округах. Депутатів, обраних по закритих військових округах, у пресі не публікували.
| Прізвище, ім'я, по-батькові         | Місто чи район           | Виборчий округ | Посада | Примітки                          |
| ----------------------------------- | ------------------------ | -------------- | --- | --------------------------------- |
| Алейникова Ніна Йосипівна           | Сімферополь              | № 61           | директор заводу жорстких шкіряних виробів Сімферопольського шкіряно-взуттєвого комбінату імені Дзержинського |                                   |
| Александров Олександр Олександрович | Севастополь              | № 203          | слюсар |                                   |
| Алічкін Володимир Миколайович       | Євпаторія                | № 12           | бригадир малярів будівельно-монтажного управління курорту Євпаторія                                          |                                   |
| Амелькович Віра Григорівна          | Севастополь              | № 193          | старший викладач кафедри вищої математики Севастопольського приладобудівного інституту                       |                                   |
| Амосяцька Галина Михайлівна         | Білогірський район       | № 105          | бригадир овочівницької бригади колгоспу «Росія»                                                              |                                   |
| Арсієнко Неля Іванівна              | Сімферополь              | № 39           | ткаля Сімферопольської ткацької фабрики                                                                      |                                   |
| Баль Валентина Павлівна             | Красногвардійський район | № 130          | телятниця |                                   |
| Балюк Марія Сергіївна               | Чорноморський район      | № 187          | бригадир-виноградар                                                                                          |                                   |
| Барановський Василь Васильович      | Севастополь              | № 191          | голова Кримської обласної ради професійних спілок                                                            |                                   |
| Безп'ятюк Галина Іванівна           | Сакський район           | № 171          | агроном |                                   |
| Бернацький Микола Іванович          | Красногвардійський район | № 131          | голова колгоспу «Україна»                                                                                    |                                   |
| Бескровний Володимир Сергійович     | Сімферополь              | № 51           | машиніст локомотива Сімферопольського локомотивного депо                                                     |                                   |
| Бірка Максим Іванович               | Нижньогірський район     | № 158          | бригадир |                                   |
| Бойко Надія Миколаївна              | Сімферополь              | № 64           | швачка-мотористка Сімферопольської швейної фабрики імені Крупської                                           |                                   |
| Большакова Римма Матвіївна          | Сімферополь              | № 59           | токар |                                   |
| Бондаренко Софія Корніївна          | Алушта                   | № 2            | медична сестра                                                                                               |                                   |
| Братищенко Максим Євдокимович       | Бахчисарайський район    | № 102          | робітник радгоспу «Ароматний»                                                                                |                                   |
| Бурмак Олександр Іванович           | Ялта                     | № 81           | боцман |                                   |
| Варичев Михайло Якович              | Алушта                   | № 1            | голова Алуштинського міськвиконкому                                                                          |                                   |
| Василевський Віктор Васильович      | Чорноморський район      | № 185          | голова Чорноморського райвиконкому                                                                           |                                   |
| Вершков Дмитро Дементійович         | Феодосія                 | № 69           | голова Феодосійського міськвиконкому                                                                         |                                   |
| Вітко Гнат Васильович               | Сімферополь              | № 43           | бригадир комплексної бригади Сімферопольського заводу нерудних матеріалів                                    |                                   |
| Власова Людмила Петрівна            | Феодосія                 | № 77           | ? |                                   |
| Волинська Любов Миколаївна          | Алушта                   | № 4            | тютюнник-виноградар                                                                                          |                                   |
| Воронько Катерина Павлівна          | Роздольненський район    | № 163          | доярка |                                   |
| В'ялова Людмила Іванівна            | Ленінський район         | № 144          | свинарка радгоспу «Семисотка»                                                                                |                                   |
| Гапич Людмила Миколаївна            | Сімферополь              | № 68           | обтяжниця |                                   |
| Гармаш Микола Данилович             | Роздольненський район    | № 162          | бригадир радгоспу «Роздольненський»                                                                          |                                   |
| Гетьман Олександра Павлівна         | Сімферопольський район   | № 177          | бригадир-птахівник птахофабрики «Південна»                                                                   |                                   |
| Гладишева Ольга Павлівна            | Сімферопольський район   | № 178          | агроном-насінникар Сімферопольської овочево-картопляної станції                                              |                                   |
| Глух Тетяна Олексіївна              | Джанкойський район       | № 117          | свинарка |                                   |
| Гостищев Григорій Іванович          | Ялта                     | № 86           | водій |                                   |
| Гржибовський Микола Гілярович       | Бахчисарайський район    | № 96           | бригадир садівницької бригади радгоспу імені Чкалова                                                         |                                   |
| Грибанова Валентина Захарівна       | Ленінський район         | № 146          | вчителька |                                   |
| Грошев Олексій Семенович            | Севастополь              | № 209          | керуючий Балаклавського рудоуправління імені Горького                                                        |                                   |
| Гульчак Борис Миколайович           | Роздольненський район    | № 161          | секретар Кримського обласного комітету КПУ                                                                   |                                   |
| Гура Світлана Аврамівна             | Євпаторія                | № 13           | ткаля |                                   |
| Денисенко Іван Федорович            | Севастополь              | № 189          | начальник Головного управління рибної промисловості Азово-Чорноморського басейну                             |                                   |
| Дерев'янко Володимир Васильович     | Білогірський район       | № 110          | тракторист                                                                                                   |                                   |
| Деркач Анатолій Петрович            | Сімферополь              | № 66           | заступник голови Кримського облвиконкому                                                                     |                                   |
| Деркач Микола Дмитрович             | Красногвардійський район | № 136          | бригадир радгоспу «Червоний Крим»                                                                            |                                   |
| Дмитрієва Ганна Миколаївна          | Севастополь              | № 210          | робітниця винрадгоспу «Золота балка»                                                                         |                                   |
| Домрачова Антоніна Степанівна       | Ленінський район         | № 150          | доярка колгоспу імені Войкова                                                                                |                                   |
| Дороцинковська Юліанія Андріївна    | Сімферополь              | № 55           | штукатур будівельного управління № 51 тресту «Сімферопольбуд»                                                |                                   |
| Дороховський Антон Андрійович       | Роздольненський район    | № 160          | голова Роздольненського райвиконкому                                                                         |                                   |
| Дрожчаний Василь Дмитрович          | Сімферопольський район   | № 184          | бригадир-овочівник                                                                                           |                                   |
| Дружинін Володимир Миколайович      | Джанкой                  | № 9            | голова Кримського облвиконкому                                                                               |                                   |
| Друзенок Юхим Іванович              | Ялта                     | № 85           | бригадир мулярів Ялтинського дорожньо-будівельного управління № 44                                           |                                   |
| Дубов Валентин Федорович            | Керч                     | № 30           | голова Керченського міськвиконкому                                                                           |                                   |
| Емін Аркадій Кузьмович              | Керч                     | № 25           | 1-й секретар Керченського міського комітету КПУ                                                              |                                   |
| Євтушенко Павло Павлович            | Білогірський район       | № 111          | завідувач фінансового відділу Кримського облвиконкому                                                        |                                   |
| Єгорцева Катерина Василівна         | Євпаторія                | № 16           | вчителька |                                   |
| Єрьомін Михайло Володимирович       | Нижньогірський район     | № 152          | зоотехнік |                                   |
| Жучков Іван Федорович               | Бахчисарайський район    | № 103          | в.о. голови Бахчисарайського райвиконкому                                                                    |                                   |
| Зайцев Михайло Сергійович           | Сакський район           | № 166          | голова Сакського райвиконкому                                                                                |                                   |
| Захаров Віталій Федорович           | Сімферополь              | № 67           | начальник Кримського обласного управління охорони громадського порядку                                       |                                   |
| Захар'ян Левон Калустович           | Джанкойський район       | № 116          | голова колгоспу «Заповіт Леніна»                                                                             |                                   |
| Іванін Леонід Якович                | Сімферопольський район   | № 183          | начальник Кримського обласного управління із зрошувального землеробства                                      |                                   |
| Іванов Олександр Іванович           | Феодосія                 | № 75           | електрозварник Феодосійського заводу підйомно-транспортного обладнання                                       |                                   |
| Івановський Георгій Васильович      | Сімферополь              | № 47           | начальник Кримського обласного управління культури                                                           |                                   |
| Іскржицька Ганна Іванівна           | Ялта                     | № 93           | завідувачка імунобіологічної лабораторії нервово-соматичного сектора інституту імені Сєченова                |                                   |
| Кадулін Іван Степанович             | Нижньогірський район     | № 156          | голова Нижньогірського райвиконкому                                                                          |                                   |
| Кайоткін В'ячеслав Миколайович      | Сімферопольський район   | № 180          | голова Сімферопольського райвиконкому                                                                        |                                   |
| Калетін Євген Євгенович             | Сімферополь              | № 40           | фрезерувальник                                                                                               |                                   |
| Калиниченко Віра Борисівна          | Ялта                     | № 91           | бригадир-виноградар винрадгоспу «Лівадія»                                                                    |                                   |
| Камінський Іван Олександрович       | Севастополь              | № 195          | водій автоколони № 2203 міста Севастополя                                                                    |                                   |
| Кіскина Галина Федорівна            | Білогірський район       | № 112          | ланкова |                                   |
| Клязника Володимир Єгорович         | Сакський район           | № 173          | редактор газети «Кримська правда»                                                                            |                                   |
| Коваленко Дмитро Дмитрович          | Нижньогірський район     | № 157          | голова Кримського обласного об’єднання «Сільгосптехніка»                                                     |                                   |
| Ковальова Зінаїда Кирилівна         | Бахчисарайський район    | № 101          | агроном колгоспу «Україна»                                                                                   |                                   |
| Кожушкова Ганна Миколаївна          | Нижньогірський район     | № 154          | агроном радгоспу «40 років Жовтня»                                                                           |                                   |
| Колбіна Надія Михайлівна            | Сімферополь              | № 42           | бригадир |                                   |
| Кольцов Владилен Федорович          | Ялта                     | № 94           | заступник директора                                                                                          |                                   |
| Коноваленко Михайло Михайлович      | Сакський район           | № 168          | завідувач відділу організаційно-партійної роботи Кримського обласного комітету КПУ                           |                                   |
| Копаниця Сергій Трохимович          | Нижньогірський район     | № 159          | слюсар |                                   |
| Корень Віра Федорівна               | Бахчисарайський район    | № 104          | завідувач навчальної частини Бахчисарайської середньої школи № 1                                             |                                   |
| Корнєєв Микола Іванович             | Євпаторія                | № 17           | прокурор Кримської області                                                                                   |                                   |
| Король Іван Овксентійович           | Ялта                     | № 95           | голова Ялтинського міськвиконкому                                                                            |                                   |
| Коструб Віра Гордіївна              | Севастополь              | № 196          | слюсар Севастопольських арматурних майстерень                                                                |                                   |
| Котова Тамара Олександрівна         | Сакський район           | № 165          | завідувачка поліклініки                                                                                      |                                   |
| Красникова Марія Аврамівна          | Красногвардійський район | № 129          | ланкова-овочівник                                                                                            |                                   |
| Криволапова Раїса Петрівна          | Красногвардійський район | № 132          | керуюча відділення                                                                                           |                                   |
| Кругляк Ніна Михайлівна             | Ленінський район         | № 147          | агроном-виноградар колгоспу імені 1 Травня                                                                   |                                   |
| Кругляк Ніна Степанівна             | Джанкойський район       | № 115          | агроном-виноградар радгоспу «Ново-Джанкойський»                                                              |                                   |
| Кузьменко Володимир Михайлович      | Севастополь              | № 206          | бригадир |                                   |
| Кузнєцов Сергій Миколайович         | Ленінський район         | № 145          | голова Ленінського райвиконкому                                                                              |                                   |
| Кулаков Костянтин Федорович         | Ленінський район         | № 148          | заступник голови Кримського облвиконкому                                                                     | повноваження припинені 28.12.1965 |
| Кулеш Олександр Данилович           | Сімферополь              | № 57           | начальник будівельної дільниці                                                                               |                                   |
| Куліпанова Вероніка Миколаївна      | Сімферополь              | № 65           | викладач історико-філологічного факультету Кримського педагогічного інституту                                |                                   |
| Куриньов Яків Павлович              | Керч                     | № 33           | бригадир Керченського риболовецького колгоспу імені Леніна                                                   |                                   |
| Куришев Олександр Іванович          | Бахчисарайський район    | № 97           | голова Кримської обласної планової комісії                                                                   |                                   |
| Кутепов Микола Іванович             | Сакський район           | № 169          | головний зоотехнік колгоспу імені Леніна                                                                     |                                   |
| Кучерук Микола Ілліч                | Євпаторія                | № 20           | завідувач Кримського обласного відділу соціального забезпечення                                              |                                   |
| Кущ Раїса Іванівна                  | Сімферопольський район   | № 174          | бригадир-виноградар винрадгоспу «Виноградний»                                                                |                                   |
| Лазарєва Раїса Олексіївна           | Сімферополь              | № 48           | лінотипістка                                                                                                 |                                   |
| Левченко Віктор Васильович          | Феодосія                 | № 80           | керуючий відділення радгоспу                                                                                 |                                   |
| Лозицька Валентина Михайлівна       | Феодосія                 | № 73           | помічниця майстра в’язального цеху Феодосійської панчішної фабрики                                           |                                   |
| Лозовий Михайло Панасович           | Сімферополь              | № 45           | голова Сімферопольського міськвиконкому                                                                      |                                   |
| Лосикова Катерина Єлисеївна         | Євпаторія                | № 14           | завідувачка медичної частини санаторію «Південний»                                                           |                                   |
| Лохова Юлія Миколаївна              | Севастополь              | № 202          | майстер цеху Севастопольського монтажно-заготівельного заводу                                                |                                   |
| Лукін Спиридон Андріанович          | Севастополь              | № 192          | начальник Кримського обласного управління КДБ                                                                |                                   |
| Лук'янова Олена Семенівна           | Феодосія                 | № 72           | купажистка Феодосійської тютюнової фабрики                                                                   |                                   |
| Лутак Іван Кіндратович              | Красногвардійський район | № 138          | 1-й секретар Кримського обкому КПУ                                                                           |                                   |
| Луценко Іван Архипович              | Сімферополь              | № 56           | водій трамваю                                                                                                |                                   |
| Макєєв Андрій Іванович              | Керч                     | № 35           | начальник Кримського обласного управління торгівлі                                                           |                                   |
| Максимов Володимир Михайлович       | Сімферополь              | № 38           | 1-й секретар Кримського обкому ЛКСМУ                                                                         |                                   |
| Макухін Олексій Наумович            | Керч                     | № 27           | 2-й секретар Кримського обласного комітету КПУ                                                               |                                   |
| Мамонтова Ксенія Борисівна          | Ленінський район         | № 151          | голова колгоспу імені XIX партз’їзду                                                                         |                                   |
| Мартиненко Сергій Олександрович     | Сакський район           | № 164          | апаратник Сакського хімічного заводу                                                                         |                                   |
| Масяєв Олександр Миколайович        | Сімферополь              | № 54           | фрезерувальник                                                                                               |                                   |
| Мацко Микола Олександрович          | Феодосія                 | № 74           | електрик |                                   |
| Машина Броня Миколаївна             | Феодосія                 | № 78           | ланкова |                                   |
| Мельник Іван Іванович               | Сімферополь              | № 60           | слюсар Сімферопольського механічного заводу                                                                  |                                   |
| Мельниченко Людмила Федорівна       | Білогірський район       | № 107          | бригадир |                                   |
| Мельниченко Микола Семенович        | Джанкойський район       | № 120          | чабан |                                   |
| Меркулов Леонід Васильович          | Сімферополь              | № 58           | бригадир-бетоняр                                                                                             |                                   |
| Мецов Петро Георгійович             | Севастополь              | № 204          | завідувач Кримського обласного відділу охорони здоров’я                                                      |                                   |
| Миронець Микола Григорович          | Ялта                     | № 87           | редактор газети «Советский Крым»                                                                             |                                   |
| Мисов Леонід Дмитрович              | Євпаторія                | № 19           | голова Євпаторійського міськвиконкому                                                                        |                                   |
| Михайличенко Галина Павлівна        | Євпаторія                | № 15           | заступник голови Євпаторійської територіальної ради з управління курортами профспілок                        |                                   |
| Мишкін Петро Андрійович             | Білогірський район       | № 108          | бригадир садівницької бригади радгоспу «Передгір’я»                                                          |                                   |
| Мірошниченко Володимир Миколайович  | Білогірський район       | № 109          | голова Білогірського райвиконкому                                                                            |                                   |
| Мойсеєв Микола Андрійович           | Красногвардійський район | № 133          | заступник голови Кримського облвиконкому                                                                     |                                   |
| Мордвинов Володимир Олександрович   | Ялта                     | № 92           | бригадир комплексної бригади будівельного управління № 38 тресту «Ялтабуд»                                   |                                   |
| Негуляєва Ніна Степанівна           | Джанкойський район       | № 114          | бригадир радгоспу «Мічуринець»                                                                               |                                   |
| Низова Тетяна Павлівна              | Феодосія                 | № 79           | помічниця бригадира                                                                                          |                                   |
| Низовий Іван Никонович              | Феодосія                 | № 71           | завідувач відділу комунального господарства Кримського облвиконкому                                          |                                   |
| Нікітенко Галина Григорівна         | Сімферопольський район   | № 181          | завідувачка молочнотоварної ферми                                                                            |                                   |
| Ніколаєв Петро Аристархович         | Сакський район           | № 167          | голова колгоспу                                                                                              |                                   |
| Овсянников Михайло Семенович        | Сімферопольський район   | № 176          | механік когоспу «Україна»                                                                                    |                                   |
| Оксенюк Олександр Сергійович        | Красноперекопський район | № 137          | екскаваторник                                                                                                |                                   |
| Павлов Михайло Федорович            | Сімферополь              | № 41           | слюсар-лекальник Сімферопольського машинобудівного заводу                                                    |                                   |
| Падалка Марія Панасівна             | Сакський район           | № 172          | бригадир-овочівник держплемзаводу «Чорноморський»                                                            |                                   |
| Парамєєв Володимир Васильович       | Джанкой                  | № 6            | голова Джанкойського міськвиконкому                                                                          |                                   |
| Петриченко Андрій Іванович          | Білогірський район       | № 106          | бригадир тютюнницької бригади колгоспу «За мир»                                                              |                                   |
| Петровська Ганна Олександрівна      | Керч                     | № 29           | бригадир |                                   |
| Пехенько Олександра Іванівна        | Ялта                     | № 82           | робітниця Ялтинського рибокомбінату                                                                          |                                   |
| Пилипенко Олена Григорівна          | Євпаторія                | № 18           | пекар |                                   |
| Поддубова Ольга Євдокимівна         | Джанкой                  | № 10           | бракер-контролер                                                                                             |                                   |
| Покатило Валентин Іванович          | Сакський район           | № 170          | бригадир-виноградар                                                                                          |                                   |
| Польченко Михайло Трохимович        | Севастополь              | № 207          | директор винрадгоспу                                                                                         |                                   |
| Поляков Володимир Сергійович        | Сімферополь              | № 53           | формувальник-ливарник Сімферопольського заводу продовольчого машинобудування імені Куйбишева                 |                                   |
| Попов Геннадій Васильович           | Керч                     | № 32           | агломератник Керченського залізорудного комбінату                                                            |                                   |
| Попов Михайло Іванович              | Феодосія                 | № 76           | слюсар Феодосійського механічного заводу                                                                     |                                   |
| Попова Лідія Василівна              | Севастополь              | № 194          | швачка Севастопольської швейної фабрики                                                                      |                                   |
| Прилепська Валентина Іллівна        | Керч                     | № 34           | голова Ленінського райвиконкому міста Керчі                                                                  |                                   |
| П'яткін Кирило Дмитрович            | Сімферополь              | № 50           | завідувач кафедри мікробіології, професор Кримського медичного інституту                                     |                                   |
| Радченко Михайло Іванович           | Джанкойський район       | № 118          | 1-й секретар Джанкойського райкому КПУ?                                                                      |                                   |
| Райкова Катерина Яківна             | Кіровський район         | № 124          | тютюнниця |                                   |
| Ревкін Михайло Васильович           | Сімферополь              | № 46           | 1-й секретар Сімферопольського міського комітету КПУ                                                         |                                   |
| Рижова Марія Єфремівна              | Красногвардійський район | № 135          | ланкова-виноградар                                                                                           |                                   |
| Родін Василь Іванович               | Нижньогірський район     | № 153          | бригадир садівничої бригади колгоспу імені XXI з'їзду КПРС                                                   |                                   |
| Романенко Зоя Захарівна             | Керч                     | № 22           | старший інженер-технолог                                                                                     |                                   |
| Ромашкіна Емма Лазарівна            | Ялта                     | № 83           | бригадир |                                   |
| Рублевський Василь Іванович         | Кіровський район         | № 122          | голова Кіровського райвиконкому                                                                              |                                   |
| Руденко Надія Іллівна               | Красноперекопський район | № 139          | робітниця радгоспу «П’ятиозерний»                                                                            |                                   |
| Руднєва Валентина Василівна         | Алушта                   | № 3            | бригадир садово-виноградарської бригади радгоспу «Алушта»                                                    |                                   |
| Русак Анатолій Іполитович           | Севастополь              | № 188          | капітан-директор траулера «Євпаторія»                                                                        |                                   |
| Русанов Олександр Федорович         | Ялта                     | № 90           | голова Ялтинської територіальної ради з управління курортами профспілок                                      |                                   |
| Руснак Микола Михайлович            | Красногвардійський район | № 134          | голова Красногвардійського райвиконкому                                                                      |                                   |
| Руцак Людмила Миколаївна            | Керч                     | № 21           | шишельниця                                                                                                   |                                   |
| Самойлов Олександр Іванович         | Джанкойський район       | № 119          | бригадир комплексної бригади колгоспу «Перемога»                                                             |                                   |
| Саприкіна Валентина Никифорівна     | Сімферополь              | № 63           | робітниця |                                   |
| Саранцев Олександр Павлович         | Ялта                     | № 84           | секретар Кримського облвиконкому                                                                             |                                   |
| Сахацький Микола Васильович         | Кіровський район         | № 123          | агроном |                                   |
| Селіванова Ніна Федорівна           | Севастополь              | № 212          | голова Балаклавського райвиконкому міста Севастополя                                                         |                                   |
| Семенчук Василь Леонтійович         | Джанкой                  | № 7            | 1-й секретар Джанкойського міськкому КПУ                                                                     |                                   |
| Сенкевич Тимофій Прокопович         | Красноперекопський район | № 141          | начальник управління Кримканалбуду                                                                           |                                   |
| Сердюк Микола Кузьмович             | Ленінський район         | № 149          | начальник Кримського обласного управління виробництва і заготівель сільськогосподарської продукції           |                                   |
| Сидорова Леокадія Сергіївна         | Севастополь              | № 190          | головний хірург Севастопольського міського відділу охорони здоров’я                                          |                                   |
| Скороходов Олексій Васильович       | Красногвардійський район | № 128          | токар Красногвардійського районного об’єднання «Сільгосптехніка»                                             |                                   |
| Смоленський Віктор Леонідович       | Сімферопольський район   | № 182          | тракторист колгоспу імені Жданова                                                                            |                                   |
| Солодка Галина Василівна            | Керч                     | № 23           | мотальниця Керченської бавовняної фабрики                                                                    |                                   |
| Солодовник Леонід Дмитрович         | Севастополь              | № 211          | секретар Кримського обласного комітету КПУ                                                                   |                                   |
| Солонко Микола Іванович             | Севастополь              | № 205          | слюсар |                                   |
| Солтан Євдокія Федорівна            | Красноперекопський район | № 143          | доярка |                                   |
| Сотник Ніна Михайлівна              | Севастополь              | № 208          | гальванік Севастопольського приладобудівного заводу                                                          |                                   |
| Старокож Валентин Якович            | Сімферополь              | № 52           | водій трамваю                                                                                                |                                   |
| Стенковий Павло Макарович           | Севастополь              | № 197          | голова Севастопольського міськвиконкому                                                                      |                                   |
| Сумченко Петро Іванович             | Керч                     | № 31           | робітник |                                   |
| Тегза Марія Яківна                  | Керч                     | № 24           | шпалерниця                                                                                                   |                                   |
| Теребов Іван Фокич                  | Сімферопольський район   | № 175          | тракторист                                                                                                   |                                   |
| Тимошина Галина Дмитрівна           | Сімферополь              | № 62           | актриса Кримського російського драматичного театру імені Горького                                            |                                   |
| Титова Клавдія Іванівна             | Севастополь              | № 201          | токар Севастопольських механічних майстерень                                                                 |                                   |
| Тішин Михайло Леонтійович           | Ялта                     | № 88           | секретар Кримського обласного комітету КПУ                                                                   |                                   |
| Тучин Степан Васильович             | Чорноморський район      | № 186          | голова правління Кримської обласної спілки споживчих товариств                                               |                                   |
| Туркалова Раїса Сергіївна           | Сімферопольський район   | № 179          | робітниця радгоспу «Перевальний»                                                                             |                                   |
| Тусикова Ніна Михайлівна            | Нижньогірський район     | № 155          | завідувачка свиноферми                                                                                       |                                   |
| Удоденко Віра Петрівна              | Ялта                     | № 89           | лікар-ординатор санаторію «Нижня Ореанда»                                                                    |                                   |
| Устенко Клавдія Кирилівна           | Джанкойський район       | № 113          | доярка колгоспу «Росія»                                                                                      |                                   |
| Федоренко Марія Олексіївна          | Севастополь              | № 200          | провідниця пасажирських вагонів залізничної станції Севастополь                                              |                                   |
| Філіппова Олена Іванівна            | Кіровський район         | № 126          | бригадир-виноградар                                                                                          |                                   |
| Франгоні Андрій Георгійович         | Бахчисарайський район    | № 100          | голова колгоспу                                                                                              |                                   |
| Хвостова Діна Михайлівна            | Кіровський район         | № 127          | доярка |                                   |
| Цвєтков Василь Олександрович        | Феодосія                 | № 70           | дизелист Феодосійської електростанції морського порту                                                        |                                   |
| Чарська Ніна Василівна              | Керч                     | № 28           | алмазниця Керченського склотарного заводу                                                                    |                                   |
| Чемодуров Трохим Миколайович        | Сімферополь              | № 49           | голова Кримського обласного комітету партійно-державного контролю                                            |                                   |
| Чердаклі Віктор Юхимович            | Євпаторія                | № 11           | токар Євпаторійського ремонтного заводу                                                                      |                                   |
| Черченко Алла Іванівна              | Сімферополь              | № 44           | майстер |                                   |
| Чмихова Ніна Йосипівна              | Керч                     | № 37           | бригадир |                                   |
| Чуприна Петро Сергійович            | Керч                     | № 36           | начальник Кримського управління рибної промисловості                                                         |                                   |
| Шайтуро Леонід Федорович            | Алушта                   | № 5            | директор Кримрадгоспвинтресту                                                                                | повноваження припинені 28.12.1965 |
| Шапоренко Ольга Василівна           | Севастополь              | № 198          | електромонтер                                                                                                |                                   |
| Швець Капітоліна Федорівна          | Кіровський район         | № 121          | ? |                                   |
| Шевченко Валентина Никифорівна      | Кіровський район         | № 125          | бригадир садівничої бригади винрадгоспу «Старокримський»                                                     |                                   |
| Шелкович Людмила Олексіївна         | Керч                     | № 26           | верстатниця                                                                                                  |                                   |
| Шляєв Михайло Федорович             | Красноперекопський район | № 142          | в.о. голови Красноперекопського райвиконкому                                                                 |                                   |
| Штикало Федір Єфремович             | Бахчисарайський район    | № 99           | завідувач Кримського обласного відділу народної освіти                                                       |                                   |
| Шульга Катерина Родіонівна          | Джанкой                  | № 8            | кранівниця                                                                                                   |                                   |
| Шух Юлія Карлівна                   | Красноперекопський район | № 140          | доярка |                                   |
| Щербаков Володимир Федорович        | Бахчисарайський район    | № 98           | бригадир |                                   |
| Яворська Євгенія Павлівна           | Севастополь              | № 199          | водій тролейбуса Севастопольського тролейбусного управління                                                  |                                   |

22 березня 1965 року відбулася 1-а сесія Кримської обласної ради депутатів трудящих 10-го скликання. Головою виконкому обраний Дружинін Володимир Миколайович; першим заступником голови виконкому — Мойсеєв Микола Андрійович;  заступниками голови виконкому — Деркач Анатолій Петрович,  Кулаков Костянтин Федорович, Чемодуров Трохим Миколайович; секретарем облвиконкому — Саранцев Олександр Павлович.
Головами комісій Кримської обласної Ради депутатів трудящих обрані: мандатної — Коноваленко Михайло Михайлович, бюджетно-фінансової — Кайоткін В'ячеслав Миколайович, промислово-транспортної — Алейникова Ніна Йосипівна, сільськогосподарської — Кольцов Владилен Федорович, народної освіти — Куліпанова Вероніка Миколаївна, торгівлі та громадського харчування — Мисов Леонід Дмитрович, житлово-комунального господарства— Барановський Василь Васильович, побутового обслуговування населення — Дубов Валентин Федорович, культурно-просвітницької роботи —  Мірошниченко Володимир Миколайович, благоустрою і шляхового будівництва — Дороховський Антон Андрійович, соціалістичної законності та громадського порядку — Паламарчук Петро Тимофійович, охорони здоров'я, соціального забезпечення і курортів — П'яткін Кирило Дмитрович.
Сесія затвердила обласний виконавчий комітет у складі: голова планової комісії — Куришев Олександр Іванович, завідувач відділу народної освіти — Штикало Федір Єфремович,завідувач відділу охорони здоров'я — Мецов Петро Георгійович, завідувач фінансового відділу — Євтушенко Павло Павлович, завідувач відділу соціального забезпечення — Кучерук Микола Ілліч, завідувач відділу комунального господарства — Низовий Іван Никонович, завідувач організаційно-інструкторського відділу — Татарников Олексій Ілліч, завідувач архівного відділу — Бєлікова Олександра Дем'янівна, завідувач загального відділу — Левченко Григорій Федорович, начальник відділу у справах будівництва і архітектури — Мелік-Парсаданов Віктор Паруйрович, завідувач відділу капітального будівництва — Іванов Олександр Іванович, начальник управління охорони громадського порядку — Захаров Віталій Федорович, начальник управління виробництва і заготівель сільськогосподарських продуктів — Сердюк Микола Кузьмович, начальник управління із зрошувального землеробства — Іванін Леонід Якович, начальник управління торгівлі — Макєєв Андрій Іванович, начальник управління побутового обслуговування населення — Смородін Григорій Іванович, начальник управління професійно-технічної освіти — Овдієнко Микола Андрійович, начальник управління культури — Івановський Георгій Васильович, начальник управління кінофікації — Кожухов Петро Пантелійович, начальник виробничо-технічного управління зв'язку – Проскурін Іван Прокопович, начальник управління з преси — Клязника Володимир Єгорович, начальник управління лісового господарства і лісозаготівель — Андроновський Олександр Ілліч, начальник управління будівництва та експлуатації автомобільних доріг — Строков Я.А., голова комітету з телебачення і радіомовлення — Щербаченко Я.С. 